# Zorro il vendicatore
Zorro il vendicatore è un film spagnolo del 1962 diretto da Joaquín Luis Romero Marchent (accreditato come Joaquín Romero Hernàndez).

## Trama
Don José de la Torre detto El Zorro, il combattente per la libertà mascherato, che protegge la sua gente dall'ira di un criminale che usa la posizione a proprio vantaggio.